# Records du Canada de cyclisme sur piste
Les records du Canada de cyclisme sur piste sont les meilleures performances réalisées par des pistards canadiens.

## Hommes
| Épreuve                                         | Record    | Cycliste                                                | Date             | Compétition                | Lieu                | Ref   |
| ----------------------------------------------- | --------- | ------------------------------------------------------- | ---------------- | -------------------------- | ------------------- | ----- |
| Sprint sur 200 mètres, départ lancé             | 9.453     | Joel Archambault                                        | 6 septembre 2019 | Championnats panaméricains | Cochabamba, Bolivie | [ 1 ] |
| Kilomètre contre-la-montre, départ arrêté       | 58.951    | Vincent De Haître                                       | 8 septembre 2019 | Championnats panaméricains | Cochabamba, Bolivie | [ 2 ] |
| Sprint sur 750 mètres par équipes départ arrêté | 43.682    | Hugo Barrette Stéphane Cossette Joseph Veloce           | 6 février 2013   | Championnats panaméricains | Mexico, Mexique     |       |
| Poursuite individuelle sur 4 000 mètres         | 4:12.413  | Jay Lamoureux                                           | 6 septembre 2019 | Championnats panaméricains | Cochabamba, Bolivie | [ 3 ] |
| Poursuite par équipes sur 4 000 mètres          | 3:49.974  | Derek Gee Jay Lamoureux Vincent De Haître Michael Foley | 5 septembre 2019 | Championnats panaméricains | Cochabamba, Bolivie | [ 4 ] |
| Record de l'heure                               | 52,310 km | Chris Ernst                                             | 20 janvier 2025  |                            | Milton, Canada      | [ 5 ] |

## Femmes
| Épreuve                                         | Record      | Cycliste                                                                  | Date             | Compétition                | Lieu                 | Ref    |
| ----------------------------------------------- | ----------- | ------------------------------------------------------------------------- | ---------------- | -------------------------- | -------------------- | ------ |
| Sprint sur 200 mètres, départ lancé             | 10 s 154 RM | Kelsey Mitchell                                                           | 5 septembre 2019 | Championnats panaméricains | Cochabamba, Bolivie  | [ 6 ]  |
| Contre-la-montre sur 500 mètres, départ arrêté  | 33.260      | Lauriane Genest                                                           | 7 septembre 2019 | Championnats panaméricains | Cochabamba, Bolivie  | [ 7 ]  |
| Sprint sur 500 mètres par équipes départ arrêté | 32.232      | Kelsey Mitchell Lauriane Genest                                           | 4 septembre 2019 | Championnats panaméricains | Cochabamba, Bolivie  | [ 8 ]  |
| Poursuite individuelle sur 3 000 mètres         | 3:20.257    | Georgia Simmerling                                                        | 7 septembre 2019 | Championnats panaméricains | Cochabamba, Bolivie  | [ 9 ]  |
| Poursuite par équipes sur 3 000 mètres          | 3:17.454    | Tara Whitten Gillian Carleton Jasmin Glaesser                             | 4 août 2012      | Jeux olympiques            | Londres, Royaume-Uni | [ 11 ] |
| Poursuite par équipes sur 4 000 mètres          | 4:12.627    | Allison Beveridge Jasmin Duehring Annie Foreman-Mackey Georgia Simmerling | 27 février 2020  | Championnats du monde      | Berlin, Allemagne    | [ 12 ] |